# 菲爾德里希河
46°37′51″N 7°33′37″E / 46.63095°N 7.56014°E
菲爾德里希河是瑞士的河流，位於該國中西部，流經伯恩州，屬於基勒爾河的左支流，河道全長16公里，流域面積87平方公里，河畔城鎮有迪姆蒂根。